# Émile Schuffenecker
Émile Schuffenecker (ur. 8 grudnia 1851 we Fresne-Saint-Mamès, zm. 31 lipca 1934 w Paryżu) – francuski malarz, przedstawiciel neoimpresjonizmu.

## Życiorys
Claude Émile Schuffenecker urodził się jako syn Nicolasa Schuffeneckera (1829–1854) i Anne Monnet (1836–1907). Jego ojciec pochodził z Guewenheim (Alzacja, departament Górny Ren) i był z zawodu wykwalifikowanym krawcem. Zmarł wcześnie. Émile wychowywał się w Paryżu u ciotki Anne Fauconnet Monnet i jej meza Pierre’a Cornu. Chodził do szkoły prowadzonej przez Braci Szkolnych i pomagał wujowi, który prowadził małą palarnię kawy i sklep z czekoladą w dzielnicy Hal w Paryżu. W 1871 rozpoczął pracę w firmie Bertin zajmującej się handlem giełdowym. W 1872 spotkał tam Paula Gauguina, z którym zaprzyjaźnił się. W wolnych chwilach brał lekcje rysunku u Paula Baudry’ego i Carolusa-Durana. Poznał malarzy Armanda Guillaumina i Camille’a Pissarro, a w 1874 po raz pierwszy po raz pierwszy wziął udział w Salonie paryskim. Po krachu giełdowym w 1882 stracił pracę u Bertina, podobnie jak Gauguin. Dostał posadę nauczyciela rysunku w państwowym liceum Michelet w Vanves. W 1884 był jednym ze współzałożycieli Salonu Niezależnych. W 1886 wziął udział w ósmej i ostatniej wystawie impresjonistów. W tym samym roku poznał w Concarneau osiemnastoletniego malarza i poetę Émile’a Bernarda, udającego się do Pont-Aven, którego zaopatrzył w list polecający do starszego o 20 lat Paula Gauguina. Schuffenecker utrzymywał kontakt z członkami Szkoły z Pont-Aven, jednak niezbyt cenił jej neoimpresjonistyczny styl.

## Twórczość
W latach 1886–1888 Schuffenecker namalował obraz Plac luksemburski (olej na płótnie, 85 × 100 cm), przedstawiający jego żonę i oboje dzieci, Jeanne i Paula podczas zabawy w Ogrodzie Luksemburskim. Malowidło to, w którym Schuffenecker rozwinął zapoczątkowany przez Seurata styl zwany puentylizmem, jest typowe dla jego pejzaży, jakie powstały w kolejnych latach. Émile Bernard dokładnie opisał ten obraz w jednym ze swoich poematów.
W 1889 Schuffenecker zorganizował wystawę Exposition des peintres Impressionistes et Synthétistes w paryskiej Cafe Volpini, w której wystawili swe prace m.in. Paul Gauguin, Charles Laval, Louis Anquetin. Wystawa określona jako “śmiechu warta” okazała się ekonomicznym fiaskiem, jako że nie sprzedano żadnego obrazu.
W 1890 Schuffenecker podobno zakupił razem z bratem Amédée pewną liczbę obrazów Vincenta van Gogh od brata artysty Theo i jego małżonki Johanny van Gogh-Bonger i skopiował je. W konsekwencji wiele kopii Schuffeneckera okazało się na rynku; w 1916 osiem spośród nich historyk sztuki Théodore Duret wprowadził do katalogu dziel van Gogha jako jego autentyczne prace. Badacz twórczości van Gogha Jan Hulsker domyślał się zgodności pomiędzy dziedzictwem van Gogha i Schuffeneckera.

## Galeria

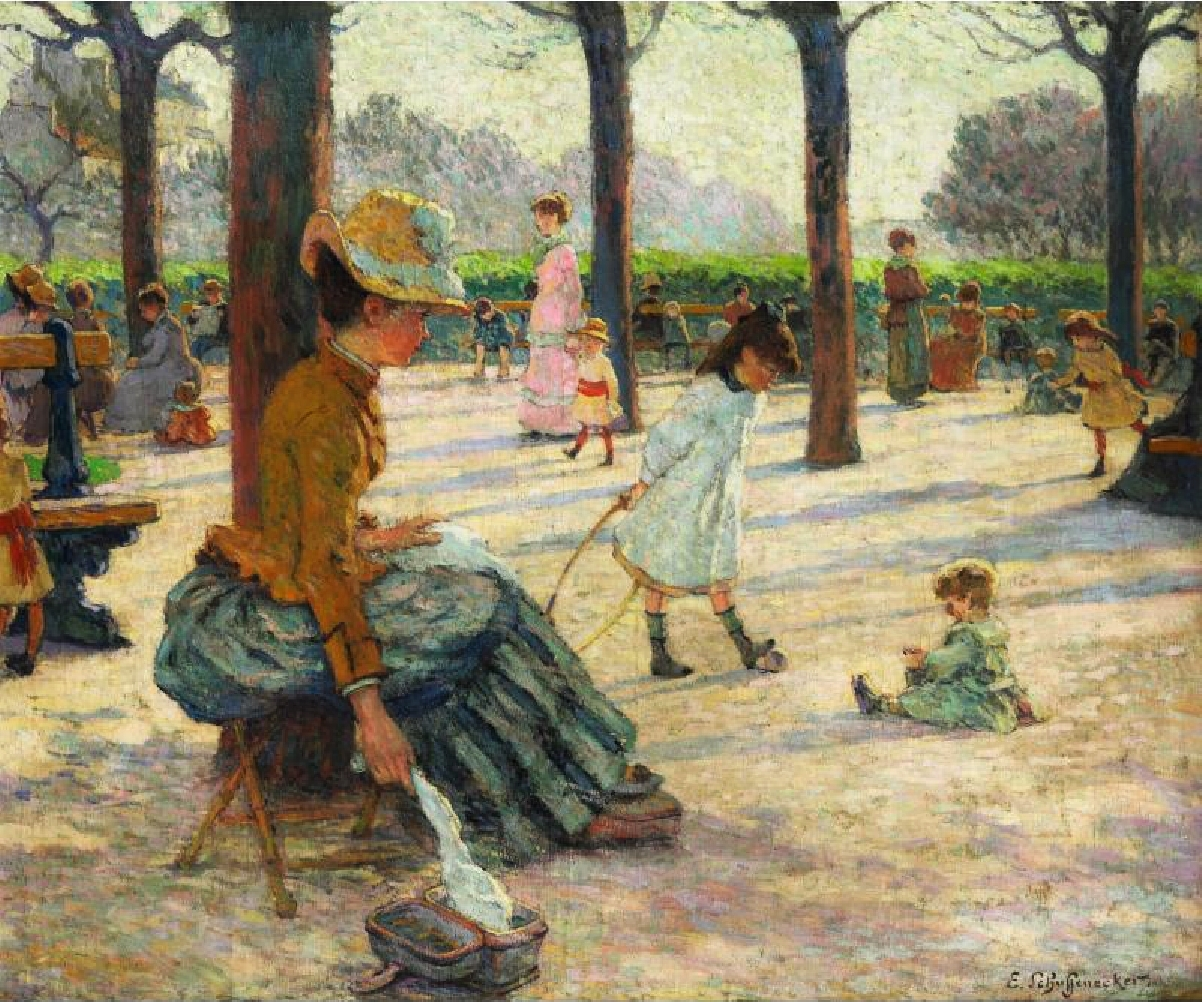
Plac Luksemburski (1885)
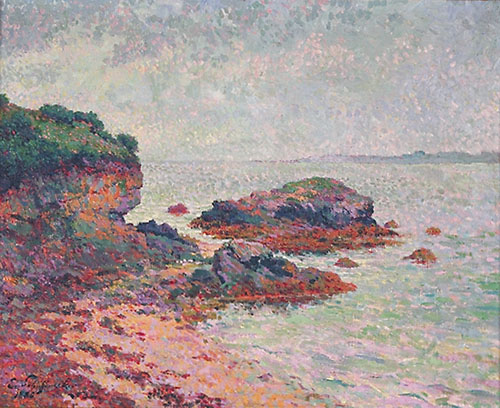
Skaliste wybrzeże Bretanii (1886)
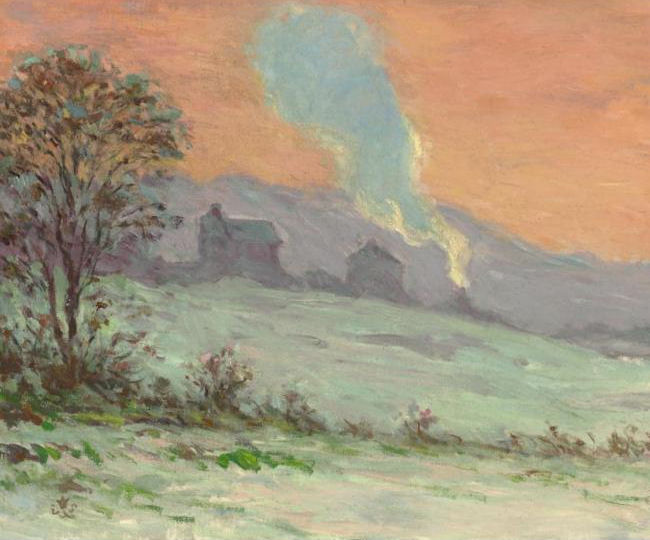
Pejzaż śnieżny (1887)
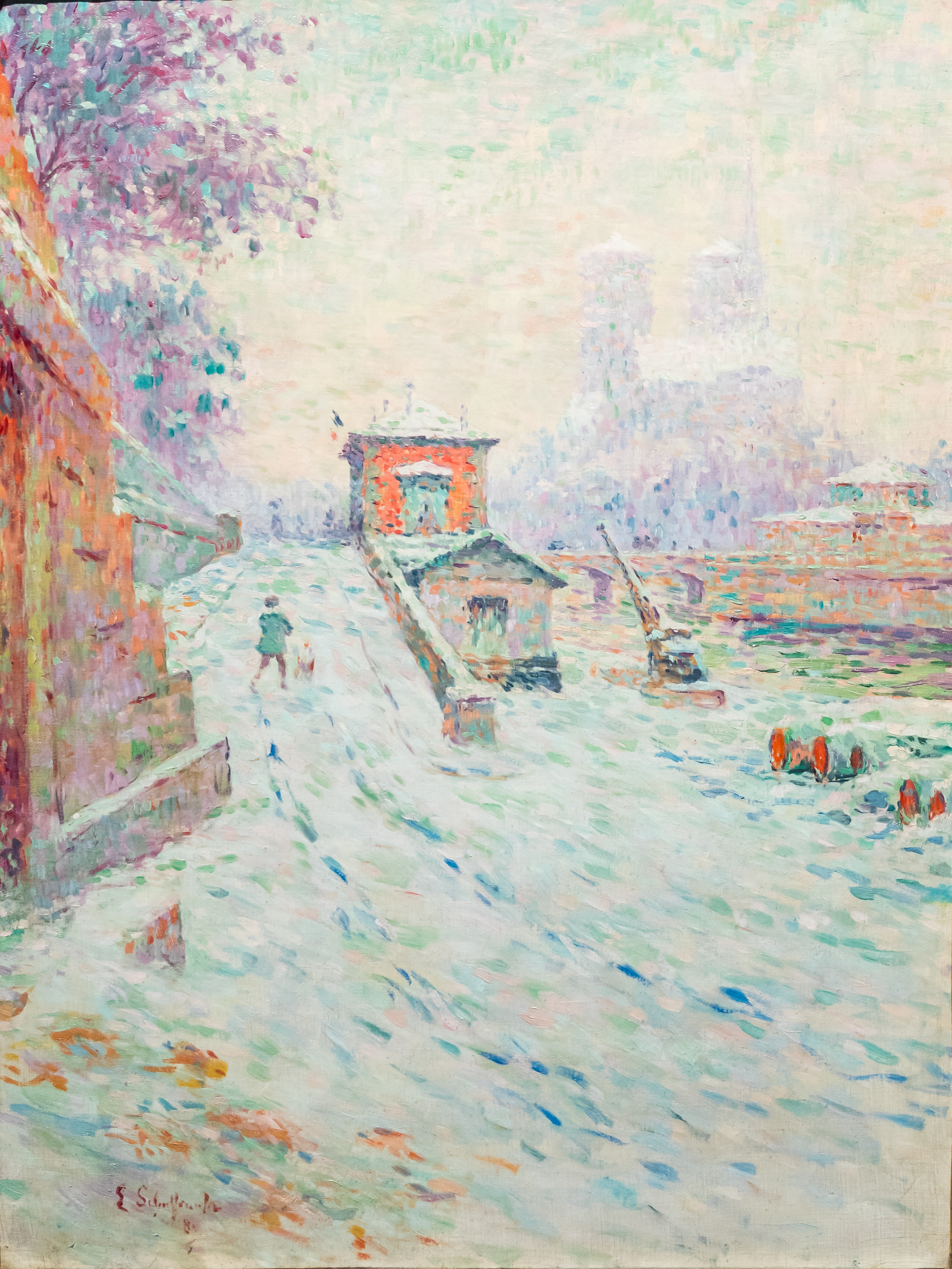
Notre-Dame w śniegu (1889)